# Jeffrey D. Sams
Jeffrey D. Sams est un acteur américain.

## Filmographie sélective
- 1993 : Fly by Night : Rich
- 1995 : Où sont les hommes ? (Waiting to Exhale) : Lionel
- 1998-1999 : Love Therapy (Cupid) (série TV) : Albert « Champ » Terrace
- 2004 : Veronica Mars (TV) : Terrence Cook (saison 2 - épisode 21)
- 2009 : Les Experts : Manhattan (TV) : Joseph Winston (saison 6 - épisode 7)
- 2017 : #Realityhigh de Fernando Lebrija : M. Barnes